# Nixen
Niklas Hansson (født 4. august 1990) bedst kendt som Nixen er en dansk rapper fra Herlev. Han udgav EP'en Primus i 2011 og Produkt af miljøet i 2012. I 2015 udgav han sit debutalbum X i en stil der af anmelderne blev kaldt socialrealistisk reality-rap.

## Discografi
- Primus EP (2011)
- Produkt af miljøet (EP, 2012)[3]
- ‘’X’’ (2015)